# 市原市市民会館
市原市市民会館（いちはらし しみんかいかん）は、千葉県市原市惣社にある多目的ホール。

## 概要
市原市北西部の五井地区（国分寺台地区）に位置する。
市民の文化及び教育の向上と福祉増進を図るために、市原市市民会館設置管理条例を根拠に市原市が設置した多目的ホールで、市長事務部局地方創生部地方創生課（旧生涯学習部ふるさと文化課）が所管し、指定管理方式の採用によって、指定管理者である公益財団法人市原市文化振興財団が管理している。
市原市市民会館の大ホールは、市原市内で最も大きい多目的ホールであり、千葉県内の県及び市町村が管理する多目的ホールの中では、森のホール21（大ホール）、千葉県文化会館（大ホール）、市川市文化会館（大ホール）に次いで4番目の規模となっている。
今後、市原市の中心市街地である五井駅周辺では、五井駅東口土地区画整理事業が実施される予定であり、市原市市民会館も老朽化による施設の更新が必要となってきていることから、当該区域内への移転が検討されている。

## 沿革
- 1974年（昭和49年）
  - 3月31日 - 昭和49年市原市条例第8号（市原市市民会館条例）に基づく市原市市民会館の施設が完成[2][7]。
  - 5月29日 - 市原市市民会館開館[1]。
- 2005年（平成17年）7月4日 - 市原市市民会館条例の全項目を改正。設置根拠となる条例が平成17年市原市条例第21号に変更となる[2]。
- 2015年（平成27年） - 耐震強化工事実施[8]。

## 施設

### 敷地
敷地に関する詳細は以下の通りである。
| 所在地     | 市原市惣社1丁目1番地1 |
| 敷地面積   | 19,870m2              |
| 用途地域   | 近隣商業地域          |
| 指定建蔽率 | 80%                   |
| 指定容積率 | 200%                  |
| 所有者     | 市原市                |
| 取得価格   | 1,593,270,000円       |

### 建物
敷地内の建物に関する詳細は以下の通りである。
| 棟番号 | 棟名称   | 構造 | 階数 | 階数 | 延床面積    | 建築年 | 耐震情報 | 耐震情報   | 耐震情報 | 備考 |
| 棟番号 | 棟名称   | 構造 | 地上 | 地下 | 延床面積    | 建築年 | 基準     | 診断       | Is値     | 備考 |
| ------ | -------- | ---- | ---- | ---- | ----------- | ------ | -------- | ---------- | -------- | ---- |
| 001    | ホール棟 | RC造 | 3    | 1    | 8,339.00 m2 | 1974年 | 旧基準   | 耐震強化済 | 1.23     |      |
| 002    | 会議室棟 | RC造 | 4    | 0    | 3,463.00 m2 | 1974年 | 旧基準   | 耐震強化済 | 0.43     |      |

### 機能
各物内の機能は以下の通りである。
| 建物     | 階      | 名称             | 用途   | 定員    | 定員    | 定員       | 数 | 備考 |
| 建物     | 階      | 名称             | 用途   | 合計    | 固定席  | 車椅子席   | 数 | 備考 |
| -------- | ------- | ---------------- | ------ | ------- | ------- | ---------- | -- | ---- |
| ホール棟 | ホール  | 大ホール         | 多目的 | 1,531席 | 1,527席 | 4席        | 1  |      |
| ホール棟 | ホール  | 小ホール         | 多目的 | 493席   | 491席   | 2席        | 1  |      |
| ホール棟 | 地下1階 | 奈落             | 倉庫   | 無      |         |            | 1  |      |
| ホール棟 | 1階     | 第1楽屋          | 楽屋   | 18人    | 1       |            |    |      |
| ホール棟 | 1階     | 第2楽屋          | 楽屋   | 18人    | 1       |            |    |      |
| ホール棟 | 1階     | 第3楽屋          | 楽屋   | 3人     | 1       |            |    |      |
| ホール棟 | 1階     | 第4楽屋          | 楽屋   | 3人     | 1       |            |    |      |
| ホール棟 | 1階     | 第5楽屋          | 楽屋   | 7人     | 1       |            |    |      |
| ホール棟 | 1階     | 第6楽屋          | 楽屋   | 7人     | 1       |            |    |      |
| ホール棟 | 1階     | シャワー室（男） | 浴室   | 不明    | 1       |            |    |      |
| ホール棟 | 1階     | シャワー室（女） | 浴室   | 不明    | 1       |            |    |      |
| ホール棟 | 2階     | 第7楽屋          | 楽屋   | 7人     | 1       |            |    |      |
| ホール棟 | 2階     | 第8楽屋          | 楽屋   | 7人     | 1       |            |    |      |
| ホール棟 | 3階     | 第9楽屋          | 楽屋   | 3人     | 1       |            |    |      |
| ホール棟 | 3階     | 第10楽屋         | 楽屋   | 3人     | 1       |            |    |      |
| 会議室棟 | 2階     | 会議室1          | 会議室 | 42人    | 1       |            |    |      |
| 会議室棟 | 2階     | 会議室2          | 会議室 | 42人    | 1       |            |    |      |
| 会議室棟 | 2階     | 会議室3          | 会議室 | 42人    | 1       |            |    |      |
| 会議室棟 | 2階     | 茶室             | 茶室   | 不明    | 1       |            |    |      |
| 会議室棟 | 2階     | 和室1            | 和室   | 30名    | 1       |            |    |      |
| 会議室棟 | 3階     | 大会議室         | 会議室 | 81名    | 1       | [ 注釈 1 ] |    |      |
| 会議室棟 | 3階     | 和室2            | 和室   | 10名    | 1       | [ 注釈 1 ] |    |      |

### 駐車場
駐車可能台数は以下の通りである。
- 大型車 - 5台
- 普通車 - 242台
- 普通車（車椅子） - 2台

## イベント

### 定期
定期で実施される主なイベントは以下の通りである。
- 市原市二十歳の集い[12] - 毎年実施。市原市立国分寺台中学校、市原市立国分寺台西中学校区の会場。
- 夢の架け橋コンサート[13] - 毎年実施。市内中学校の吹奏楽部の演奏等。
- 市原市小中学校音楽発表会[14] - 毎年実施。市内小中学校の児童生徒による合唱、吹奏楽の発表会。

### 過去に実施
過去に実施された主なイベントは以下の通りである。
- 2018年（平成30年）5月19日 - 西野カナ10周年記念ホールツアー『LOVE it Tour』[15]
- 2022年（令和4年）12月25日 - 「ゴールデンボンバークリスマスライブ～聖夜の幽漢脚～」[16]

## 近隣施設
- 市原市役所
- 市原市消防局
  - 中央消防署
- 市原市立国分寺公民館
- 市原市立国分寺台小学校
- 市原市立国分寺台東小学校
- 市原市立国分寺台中学校

## アクセス
鉄道
- 小湊鉄道線 上総村上駅より、徒歩15分。

路線バス
- JR内房線・小湊鉄道線 五井駅から
  - 東口（4番のりば）より「国分寺台」行きバスに乗車。「市原市役所」下車。所要時間約10分[注釈 2]。
  - 西口（1番のりば）より「山倉こどもの国」行きバスに乗車。「市原市役所」下車。所要時間約15分[注釈 2]。
  - イベント開催時は、公演終了後に五井駅行きの臨時バスが運行される。

高速バス
- 新宿駅バスタ新宿（A3番のりば）より「市原市役所」行きに乗車、「市原市役所」下車。
- 横浜駅東口（18番のりば）より「五井駅」行きに乗車、「五井駅」下車。
- 東京国際空港より「五井駅」行きに乗車、「五井駅」下車。 
  - 五井駅東口より「国分寺台」行きバスに乗車、「市原市役所」下車。（所要時間10分　運賃250円　Suica・PASMO利用可能）

自動車　
- 最寄りのインターチェンジ
  - 館山自動車道 市原インターチェンジより、約10分。
- 駐車場
  - 普通車228台　大型車5台　障害者専用2台（無料駐車場、満車の時は市役所駐車場が開放される[17]。）